# Osmia submicans
Osmia submicans là một loài Hymenoptera trong họ Megachilidae. Loài này được Morawitz mô tả khoa học năm 1870.